# パンジ病院
パンジ病院（パンジびょういん、フランス語: Hôpital de Panzi）は、コンゴ民主共和国南キヴ州の州都ブカヴにある病院。主に性的虐待の被害者の治療を重なっている。

## 沿革
1999年にスウェーデンの宣教団が設立した。医師のデニス・ムクウェゲがこの病院を中心に活動し、主に性暴力の被害者の治療にあたってきた。その活動が評価され、2018年にはノーベル平和賞を受賞した。
この病院をサポートする動きはあるが、病院の処理能力を超えた患者が日々訪れるため、パンジ病院は恒常的な資金・物資の不足に直面している。開院時の病床数は120床であったが、現在は350床にまで拡大され、そのうち200床が性暴力の被害者の治療用に充てられている。